# TEC-9
TEC-9 — самозарядний пістолет заснований на принципі вільного затвора. Виготовлявся в Американському підрозділі Шведської компанії Interdynamic AB, спроєктований збройовим дизайнером шведського походження Джорджем Келлгреном. Представлений у 1984 році, TEC-9 виготовлявся з недорогих формованих полімерів і суміші штампованих і фрезерованих сталевих деталей.
Проста конструкція пістолета дозволяла його легко ремонтувати та модифікувати. TEC-9 заслужив негативну репутацію через використання в злочинах пов'язаних з організованою злочинністю, вуличними бандами та масовими розстрілами в 1990-х роках в тому числі під час Бійні в середній школі Колумбайн.